# Криза на Запорізькій АЕС
Криза на Запорізькій атомній електростанції виникла у зв'язку з окупацією російськими військами найбільшої в Європі Запорізької АЕС під час вторгнення в Україну. Станція разом із містом-супутником Енергодаром перейшла під контроль російських військових під час бойових дій 3—4 березня 2022 року.
Дії Російської Федерації, що полягають у захопленні найбільшого в Європі ядерного об'єкта, руйнування інфраструктури станції, пошкодження всіх ліній електропередач, є — за визначенням української влади — найскладнішою в історії ситуацією подібного роду.
Відповідно до звіту Міжнародного агентства з атомної енергії, «ситуація в Україні є безпрецедентною. Уперше збройний конфлікт триває на території великої ядерної установки».
Росія встановила контроль над атомною станцією, перетворивши її на військову базу, розмістивши там комбатантів, озброєння та замінувавши місцевість, а також обстрілюючи з її території сусідні міста Нікополь і Марганець. Через військову діяльність Росії електроживлення власних потреб станції з української сторони періодично переривається, що ставить під загрозу охолодження ядерних реакторів.
Російська корпорація Росатом оголосила про привласнення ЗАЕС, намагаючись організувати електропостачання з неї на окуповані території. Український персонал станції піддається викраденням, вбивствам та нелюдському поводженню, що збільшує ризик ядерних інцидентів і аварій. На станції присутні співробітники МАГАТЕ, проте переговори про демілітаризацію території не досягають успіху.
Підрив Каховської ГЕС на Дніпрі, що стався 6 червня 2023 року, є додатковою загрозою для ЗАЕС, оскільки може призвести до проблем з її охолодженням.
Починаючи з квітня 2024 року всі реакторні блоки ЗАЕС зупинені. МАГАТЕ наполягає, що вони не можуть бути запущені, доки військові дії продовжують загрожувати ядерній безпеці.

## Основні відомості про Запорізьку АЕС

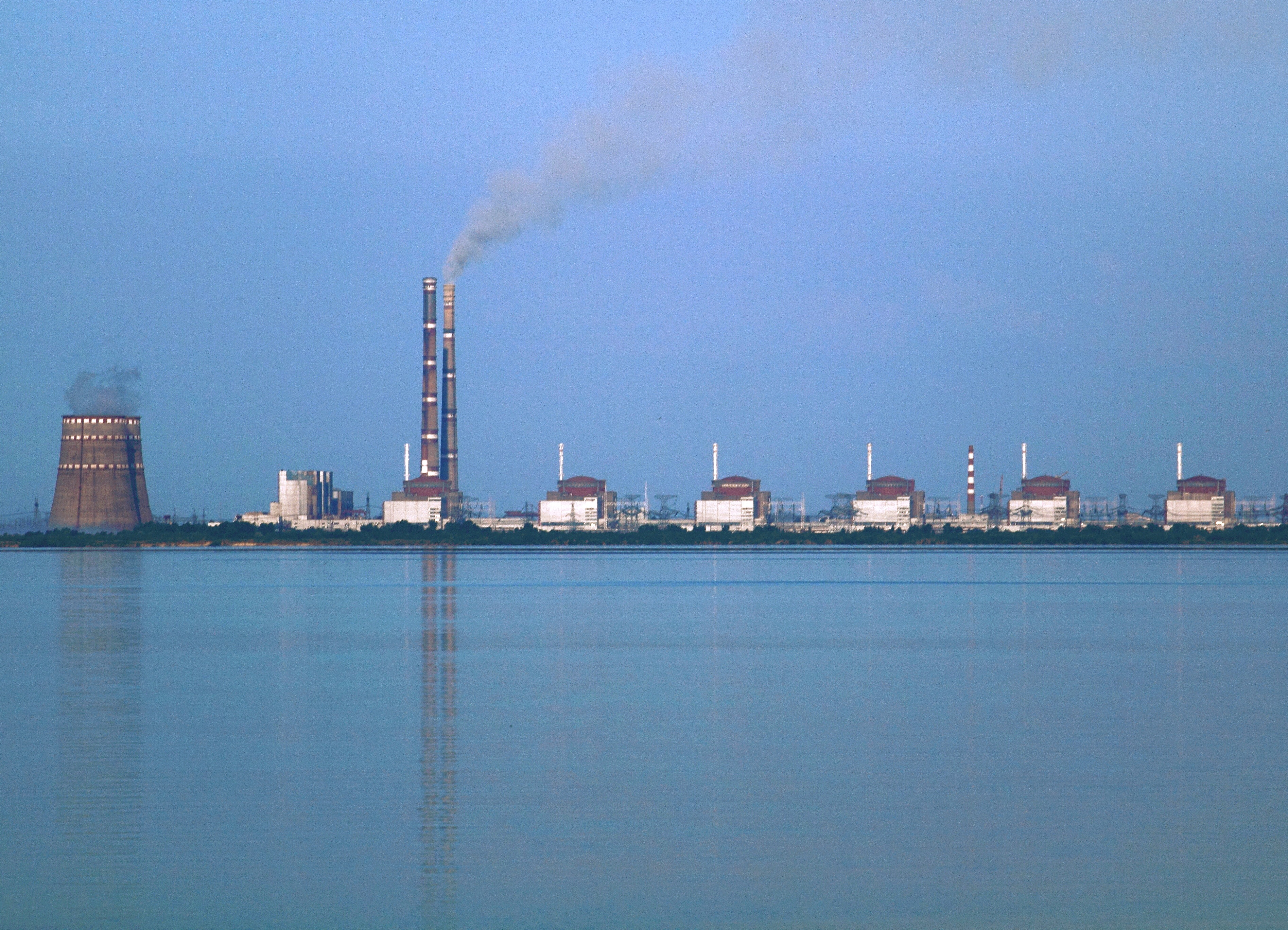
Дві градирні ліворуч (одна значною мірою закрита іншою) і шість корпусів реакторів ЗАЕС, вид з берега Нікополя. Велика будівля між градирнями і реакторами та дві високі димові труби розташовані на Запорізькій ТЕС, за АЕС

Запорізька атомна електростанція розташована на південному сході України, є найбільшою атомною електростанцією в Європі та входить до 10 найбільших у світі. Вона була побудована в часи Радянського Союзу поблизу міста Енергодар, на південному березі Каховського водосховища на річці Дніпро. Її експлуатує державна НАЕК «Енергоатом», яка також управляє іншими трьома атомними електростанціями України.
Станція має 6 легководних ядерних реакторів під тиском ВВЕР-1000, кожен із яких працює на паливі 235U (Збагачений уран) і генерує 950 МВтe, із загальною вихідною потужністю 5700 МВтe. Перші п'ять енергоблоків були послідовно уведені в мережу між 1985 і 1989 роками, а шостий був доданий у 1995 році. Станція виробляє майже половину електроенергії країни, отриманої від атомної енергетики, і більше п'ятої частини загальної електроенергії, виробленої в Україні. Поруч розташована Запорізька ТЕЦ.

## Передумови
Російсько-українська війна триває з 2014 року. Повномасштабне російське вторгнення в Україну розпочалося 24 лютого 2022 року з декількох напрямків, у тому числі з окупованого Криму на півдні.
4 березня 2022 року, на дев'яту добу повномасштабного вторгнення, атомна та теплова електростанції були захоплені російськими військами під час битви за Енергодар.
Ми чинили опір кілька годин на блокпості. Потім всю ніч наші військові, які охороняли АЕС, чинили опір на самій станції. Сили були нерівні, і зранку 4 березня окупанти зайшли на атомну станцію.
— Дмитро Орлов, міський голова Енергодара, 
Станом на 12 березня 2022 року повідомлялося, що об'єкт контролюється російською компанією «Росатом». Станцію продовжує обслуговувати український персонал під контролем Росії.

## Розвиток подій

### Лютий— липень 2022

Космічний знімок Запорізької АЕС від 27 лютого 2022 р.
1–6. Реакторні блоки 1–6
7. Опори електропередач
8. Обстріляний навчально-тренувальний центр
9. Сховище радіоактивних відходів
10. Ставок-охолоджувач
11. Градирні
12. Каховське водосховище

Щоб зменшити ризик, після початку російського вторгнення в Україну 24 лютого 2022 року Енергоатом зупинив 5 і 6 енергоблоки, залишивши в роботі енергоблоки з 1 по 4.
3 березня 2022 року, о 23:28, до електростанції під'їхала колона з 10 одиниць російської бронетехніки та двох танків. Бій розпочався о 12:48 4 березня, коли українські сили випустили протитанкові ракети. Російські сили відповіли різноманітною зброєю, включно з реактивними гранатометами. Протягом приблизно двох годин важкого бою в навчально-тренувальному центрі за межами головного комплексу спалахнула пожежа, яку було ліквідовано о 6:20 ранку, хоча інші секції навколо станції зазнали пошкоджень. Пожежа не вплинула на безпеку реактора чи будь-якого основного обладнання. Станція втратила 1,3 ГВт потужності.
Прохідна знищена, навчальний корпус повністю розбитий, дотлівали легкові автомобілі персоналу на парковці, в адмінкорпусі не було жодного вцілілого вікна, пробоїни від снарядів. Кабінет директора, головного інженера й мій кабінет знищені, всюди валялися гільзи, і всюди стояли російські військові з автоматами, які перевіряли перепустки персоналу... Вперше у світовій історії атомної енергетики мій персонал виконав складні технічні переключення під прямим вогнем та забезпечив ядерну безпеку об'єкту та зберіг генерацію.— Олег Дудар, керівник експлуатаційного підрозділу ЗАЕС, 
За повідомленням Української правди від 12 березня, російська влада заявила керівництву станції, що тепер остання належить державній атомній енергетичній компанії Росії — Росатому. АЕС продовжила працювати та надавати дані, в тому числі з системи віддаленого моніторингу, до МАГАТЕ. Нею продовжує оперувати український персонал під контролем Росії.
26 квітня дві російські крилаті ракети пролетіли на низькій висоті над майданчиком Запорізької АЕС у напрямку Запоріжжя. В Енергоатомі цю подію кваліфікували як ядерний тероризм, що наражає світ на небезпеку повторення ядерної катастрофи.
Починаючи з травня не було змоги доставляти вугілля на Запорізьку ТЕС, тож тепло- та водопостачання енергодарців забезпечувала АЕС завдяки переведенню окремих блоків станції у стан гарячого зупину. Такий стан речей тривав місяцями, але переривався неодноразовими руйнуваннями енергетичної інфраструктури.
5 липня 2022 року The Wall Street Journal повідомила, що російські війська облаштували в комплексі військову базу, розгорнувши важку самохідну реактивну систему залпового вогню БМ-30 «Смерч». 19 липня три українські безпілотники-камікадзе атакували російську техніку на місці. У Міноборони України повідомили, що трьох російських окупантів знищено та дванадцятеро поранено. Окупаційний чиновник сказав, що реактори не були пошкоджені, і малоймовірно, що вони були ціллю.

### Серпень 2022

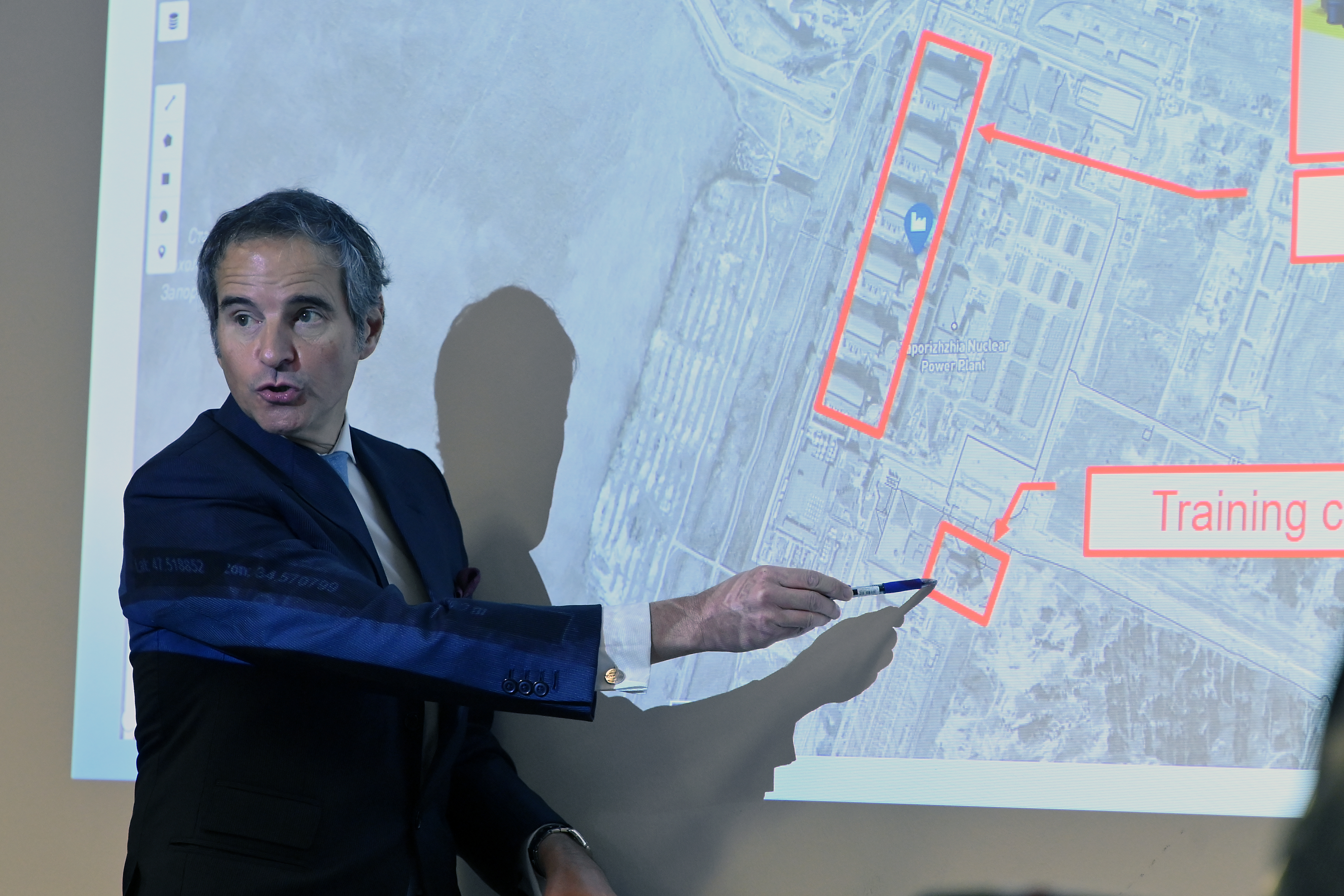
Рафаель Гроссі показує на карті ситуацію на ЗАЕС. Брифінг у Відні, Австрія, 4 березня 2022

3 серпня голова МАГАТЕ Рафаель Гроссі висловив серйозну стурбованість щодо фізичної цілісності станції, того, чи проводився весь необхідний ремонт і технічне обслуговування, а також безпеки ядерного матеріалу. Місія для інспекції АЕС планувалася МАГАТЕ, чекаючи на схвалення української та російської сторін, а також на дозвіл ООН. Енергоатом виступив проти візиту МАГАТЕ через окуповану Росією територію, оскільки такий візит узаконив би присутність там країни-окупанта. Натомість контрольований Росією чиновник Євген Балицький запросив МАГАТЕ з пропагандистською метою — показати, як росіяни охороняли об'єкт, а українці його атакували.
О 14:30 5 серпня російські війська вчинили обстріл поблизу промислового майданчику АЕС та влучили у високовольтну лінію зв'язку 330 кВ Запорізької ТЕС. 6 серпня 2022 року МАГАТЕ повідомило, що один із трьох реакторів АЕС, що залишилися в роботі, був відключений від мережі та спрацювала система аварійного захисту.
8 серпня повідомили про пошкодження станції. Українська влада заявила, що російський обстріл пошкодив три радіаційні датчики, а одного працівника госпіталізували; Президент України Володимир Зеленський звинуватив Росію у вчиненні «ядерного тероризму». Місцева колабораційна влада заявила, що українські сили влучили на територію АЕС з реактивної системи залпового вогню, пошкодивши адміністративні будівлі та територію поблизу ядерного сховища. Генеральний секретар ООН Гутерріш заявив, що «будь-яка атака на атомну станцію є самогубством», закликавши надати доступ інспекторам МАГАТЕ. Енергоатом закликав створити демілітаризовану зону навколо АЕС із розміщенням міжнародних миротворців.
Того ж дня генерал-майор ЗС РФ Валерій Васильєв, що командував російським гарнізоном на ЗАЕС, заявив дослівно: «тут буде або російська земля, або випалена пустеля».
9 серпня глава Енергоатому заявив, що Росія планує відключити станцію від української мережі та під'єднати її до російської.
11 серпня Росія скликала засідання Ради безпеки ООН для обговорення ситуації на АЕС. Російська делегація заявила, що нібито українські сили 5 серпня застосували важку артилерію для обстрілу станції, а 6 серпня атакували її касетними боєприпасами; разом із тим, на словах підтримала візит МАГАТЕ. Українська делегація заявила, що Росія влаштувала обстріл АЕС, використовувала станцію для обстрілу українських міст, і також підтримала візит представників МАГАТЕ через контрольовану Україною територію. Делегація ОАЕ наголосила, що стаття 56 Першого протоколу Женевської конвенції забороняє напади на атомні електростанції. Генеральний директор МАГАТЕ Рафаель Гроссі заявив, що ситуація «дуже тривожна», але безпосередньої загрози ядерній безпеці немає, хоча ситуація може змінитися.
Також 11 серпня територія ЗАЕС була кілька разів обстріляна, у тому числі поблизу місця зберігання радіоактивних матеріалів. Сторони обмінялися звинуваченнями.
14 серпня В. Зеленський звинуватив Росію в розміщенні військ на станції для обстрілу міст Нікополь і Марганець через Каховське водосховище. Оприлюднене на початку вересня відео підтверджує, що російські РСЗВ стріляють із території Запорізької АЕС, використовуючи її як ядерний щит.
У другій половині серпня з'явилося відео, на якому видно російські військові вантажівки, припарковані в будівлі, де розташовані турбіни електростанції.
18 серпня Державна інспекція ядерного регулювання України обмежила експлуатацію енергоблоків 1 та 2 ЗАЕС, дозволивши експлуатацію енергоблоку 1 лише у станах «перевантаження палива» — «холодний зупин», а енергоблоку 2 — у стані «холодний зупин».
19 серпня після телефонної розмови між президентом Франції Еммануелем Макроном і Путіним Росія погодилася дозволити інспекторам МАГАТЕ доступ до Запорізької станції з підконтрольної Україні території. Для перевірки ще потрібно було домовитися про тимчасове припинення вогню навколо об'єкта.
Також 19 серпня голова спеціального комітету з питань оборони Великої Британії Тобіас Еллвуд заявив, що будь-яке навмисне пошкодження Запорізької АЕС, яке могло б спричинити витік радіації, буде означати настання умов статті 5 Північноатлантичного договору, згідно з якою напад на державу-члена НАТО є нападом на них усіх. Наступного дня конгресмен Сполучених Штатів Адам Кінзінгер заявив, що будь-який витік радіації призведе до смерті людей у країнах НАТО, що буде автоматичним запуском статті 5.
23 серпня на фоні численних провокацій Росії відбулося ще одне засідання Ради безпеки ООН, присвячене кризі на Запорізькій АЕС.
25 серпня через пожежі на золовідвалах Запорізької ТЕС двічі відключалась остання (четверта) лінія зв'язку ЗАЕС з енергосистемою України. Три інших лінії були пошкоджені ворожими обстрілами раніше. Внаслідок цього два робочих енергоблоки станції відключилися від мережі, дії загарбників спричинили повне відключення ЗАЕС від енергомережі — перше в історії станції. Автоматика та системи безпеки станції за повідомленням Енергоатому працювали справно. До кінця дня АЕС знову під'єднали до мережі.

27 серпня були обстріли в районах спецкорпусу № 2 та естакади між спецкорпусом та енергоблоком № 2. Про зміни радіаційного стану повідомлень не надходило.

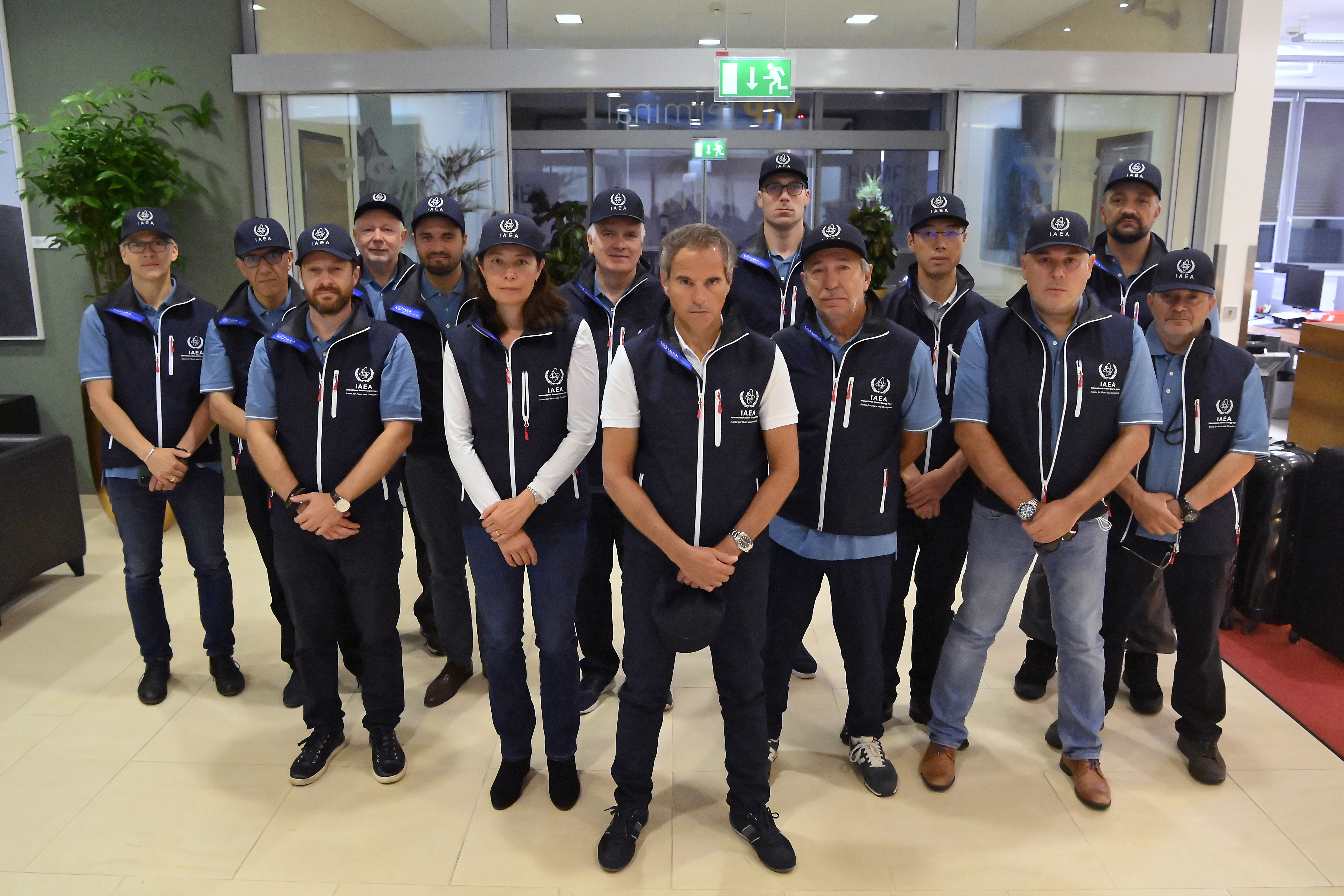
Місія експертів МАГАТЕ в аеропорту Відня, Австрія, 29 серпня 2022

За повідомленням Рафаеля Гроссі від 29 серпня, делегація МАГАТЕ під його керівництвом відправилася на Запорізьку АЕС. Офіційно вона називається «Місія МАГАТЕ з підтримки та допомоги Запоріжжю» (IAEA Support and Assistance Mission to Zaporizhzhya, ISAMZ). Команда складалася з 13 експертів із «переважно нейтральних країн». Тим часом Росія заблокувала пропозицію, спрямовану на посилення Договору про нерозповсюдження ядерної зброї, заперечуючи проти пункту про контроль України над ЗАЕС. Інститут вивчення війни (ISW) зробив висновок, що Росія намагається маніпулювати, дискредитувати та затримувати місію МАГАТЕ подібно до того, як це зазвичай робить Іран.

### Вересень 2022

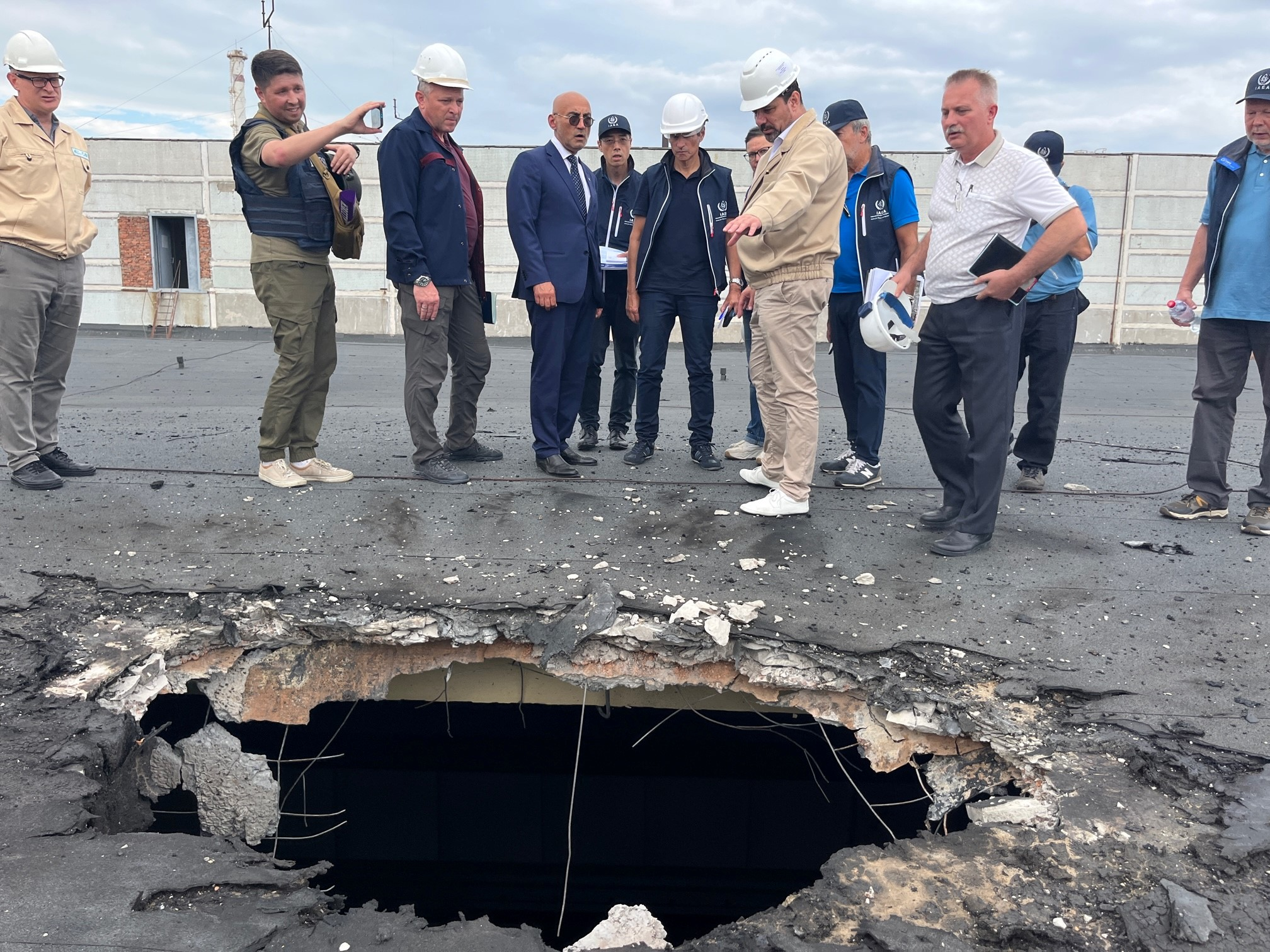
Фото, зроблене на ЗАЕС 1 вересня 2022. Див. також категорію на Вікісховищі

Одночасно з прибуттям фахівців МАГАТЕ за маршрутом Київ — Запоріжжя — Енергодар, обстріли російськими військами посилювалися. 1 вересня о 4:57 внаслідок мінометного обстрілу майданчика електростанції спрацював аварійний захист і відключився робочий енергоблок № 5. Крім того, окупанти пошкодили лінію резервного живлення власних потреб ЗАЕС 330 кВ, внаслідок чого сталося знеструмлення неробочого енергоблока № 2 із запуском дизель-генераторів, що живлять реакторні зони, басейни витримки, майданчик відпрацьованого ядерного палива. Енергоблок № 6 продовжував працювати в енергосистемі України й одночасно живив власні потреби ЗАЕС. Енергоблок № 5 під'єднаний до енергомережі о 13:10 2 вересня.
Прибувши того ж дня на ЗАЕС, частина співробітників МАГАТЕ залишалася там протягом декількох годин, а частина зберегла присутність на невизначений час.
Внаслідок безперервних обстрілів з боку російських військ, о 19:35 3 вересня енергоблок № 5 знову був відімкнений від енергомережі.
5 вересня, внаслідок пов'язаної з обстрілами пожежі, була відімкнена остання ЛЕП 330 кВ, а відтак розвантажений та відімкнений енергоблок № 6, що живив власні потреби станції. Таким чином, вдруге ЗАЕС повністю відключилася від енергомережі.
6 вересня відбулося третє засідання Ради Безпеки ООН через ситуацію на ЗАЕС, яке ініціювала Росія. Тоді ж директор МАГАТЕ Рафаель Гроссі представив звіт про радіаційну безпеку в Україні, в якому відображені дані про візит місії на Запорізьку атомну електростанцію:
Оператор, який більше не впевнений у відновленні електропостачання за межами об’єкта, розглядає можливість зупинити єдиний діючий реактор, який залишився. Тоді вся електростанція повністю залежатиме від аварійних дизель-генераторів для забезпечення життєво важливих функцій ядерної безпеки. І, як наслідок, оператор не зможе повторно запустити реактори, якщо не буде надійно відновлено зовнішнє електропостачання.
Рафаель Гроссі, 
Унаслідок обстрілів російської армії, вдень 6 вересня в Енергодарі пролунав потужний вибух. Після цього повністю зникло електропостачання і водопостачання міста. Ситуація повторилася наступного дня.
Мінреінтеграції України закликало жителів прилеглих до ЗАЕС територій евакуюватися самотужки, оскільки російська сторона відмовилася організувати гуманітарний коридор для евакуації цивільного населення з окупованих територій. З початку серпня окупанти не випускали людей з Енергодара.
Починаючи з 7 вересня 6-й енергоблок працював у «режимі острова», заживляючи лише власні потреби ЗАЕС на критично низькому рівні потужності (від 114 до 140 МВт). Однак, вже невдовзі вдалося поновити працездатність однієї з ліній зв'язку електроживлення власних потреб станції (330 кВ), у зв'язку з чим 11 вересня о 03:41 енергоблок № 6 відключили від енергомережі. Почалась підготовка до його розхолодження та переведення в найбільш безпечний стан — «холодний зупин». Відтак, Запорізька АЕС повністю зупинена. Енергоатом заявив, що лише після повного припинення обстрілів лінії зв'язку можна буде відремонтувати, забезпечити включення і подальшу безпечну роботу ядерного об'єкта.
12 вересня повідомлено про відновлення другої лінії 750/330 кВ, що дозволяє забезпечувати електростанцію зовнішньою електроенергією, необхідною для охолодження реактора та інших важливих функцій безпеки, а раніше відновлена лінія залишається в резерві. Енергоблок № 6 перейшов у режим холодної зупинки, як і п'ять інших. Це означає, що для охолодження йому буде потрібно менше енергії. Наступного дня відновили третю резервну лінію 150 кВ.
16 вересня Енергоатому вдалося доставити до Енергодара 25 вантажівок з необхідними запчастинами для ремонту пошкоджених ліній електропередачі та енергоблоків, незнижувальним запасом хімічних реагентів і запасами пального для забезпечення роботи дизель-генераторів. Того ж дня відновлено лінію 750 кВ, яка є однією з чотирьох основних. Після повторного підключення основної лінії три резервні лінії електропередач (полагоджені раніше) стали в резерв. Водночас, три інші основні зовнішні лінії 750 кВ залишалися несправними. Усі шість реакторів ЗАЕС на той час перебували у стані холодної зупинки, але потребували електроенергії для підтримки необхідних функцій безпеки. Внаслідок відновлення основної лінії 750 кВ ЗАЕС знову підключена до енергомережі України та отримує електроенергію безпосередньо з неї.
21 вересня о 01:13 відбувся черговий обстріл станції російськими військами на фоні заяви Путіна про те, що Захід буцімто заохочує Україну «обстрілювати ЗАЕС, що загрожує атомною катастрофою». Внаслідок обстрілу було пошкоджено обладнання зв'язку енергоблоку № 6 з відкритим розподільчим пристроєм ЗАЕС. Внаслідок атаки відключились блоковий трансформатор і трансформатори власних потреб енергоблоку, відбувся аварійний запуск двох дизель-генераторів систем безпеки. Проте, вже о 02:00 було налагоджено живлення власних потреб енергоблоку № 6 від інших енергоблоків, а дизель-генератори вимкнені і переведені в режим чергування.
Починаючи з вересня станція повністю не працює, проте споживає з об'єднаної енергомережі України близько 100 МВт на роботу насосів з охолодження ядерних реакторів.

### Жовтень 2022
Одним з наслідків незаконної спроби насильницького приєднання території Запорізької області до Росії стало видання президентом РФ В. Путіним нікчемного указу щодо зміни правового статусу Запорізької АЕС. Згідно з указом від 5 жовтня, Уряду РФ доручається «забезпечити прийняття у федеральну власність об'єктів використання атомної енергії Запорізької атомної електростанції та іншого майна, необхідного для здійснення її діяльності». Також до 2028 року планується визначити «особливості експлуатації, видачі ліцензій та інших аспектів регулювання діяльності ЗАЕС». В указі фігурує «акціонерне товариство „Експлуатаційна організація Запорізької АЕС“» з юридичною адресою в Москві, яка була створена Росатомом для керування окупованою атомною станцією.
Урядом РФ 7 жовтня створене «федеральне державне унітарне підприємство „Запорізька атомна електростанція“» (місто Москва), засноване на праві господарського відання. МАГАТЕ, ЄС та G7 не визнають зміни підпорядкування ЗАЕС іншій державі.
8 жовтня, о 00:59, через обстріл російськими військами пошкоджена і відімкнулась остання лінія зв'язку з енергосистемою 750 кВ. У результаті відбулось повне знеструмлення Запорізької АЕС, в автоматичному режимі увімкнулись дизель-генератори. Лінію відремонтували наступного дня.
12 жовтня, о 08:59, внаслідок ракетного обстрілу російськими військами, була пошкоджена підстанція «Дніпровська», що призвело до аварійного відімкнення лінії зв'язку 750 кВ. Відтак АЕС знову була повністю знеструмлена, увімкнулись дизель-генератори. Проте, того ж дня енергопостачання було відновлено.
14 жовтня вдалося відновити резервну зовнішню лінію 330 кВ, яка з'єднує розподільний пункт сусідньої ЗТЕС із мережею станції.
17 жовтня російські військові знову обстріляли підстанції критичної інфраструктури на підконтрольній Україні території. Внаслідок цього о 03:59 відключилася остання лінія зв'язку 750 кВ, відбувся запуск дизель-генераторів. З'єднання було відновлено за 18 годин.
27 жовтня з'явилися повідомлення про самовільне будівництво окупаційними силами РФ невідомої споруди на майданчику сухого сховища відпрацьованого ядерного палива.
Наприкінці місяця почастішали обстріли Енергодара російськими військами. 30—31 жовтня було перебито резервну лінію електропередач 150 кВ, яку підключили того ж дня, а також у результаті вибуху міни була відключена лінія 750 кВ між підстанцією та головним електричним трансформатором реакторного блоку № 4.

### Листопад 2022
2 листопада з причини російських обстрілів пошкоджено дві останні високовольтні лінії зв'язку Запорізької АЕС з українською енергосистемою. О 23:04 станція перейшла в режим повного знеструмлення, включились всі 20 дизель-генераторів. Згодом залишено в роботі 9 дизель-генераторів; енергоблоки 5 та 6, які були в гарячому стані, почали переводити в холодний стан. Обидві зовнішні ЛЕП були відремонтовані через два дні, і 4 листопада близько 22:00 було відновлено електропостачання на всі енергоблоки.
Увечері 19 — вранці 20 листопада сталися нові обстріли ЗАЕС — зафіксовано понад 12 влучань в об'єкти інфраструктури станції. Зокрема, пошкоджено:
- естакаду зв'язку зі спецкорпусами;
- баки запасу хімобезсоленої води;
- систему продувки парогенераторів;
- допоміжні системи одного з двох загальностанційних дизелів;
- будівлю радіоактивних відходів і сховища;
- спринклерні системи ставка-охолоджувача;
- електричний кабель до одного з дизель-генераторів;
- інше обладнання інфраструктури станції;
- також зафіксовано три влучання в районі підстанції «Райдуга».

Відзначено, що жодне з пошкоджень не має критичного значення для ядерної безпеки та захисту, рівень радіації на місці нормальний, зовнішні джерела живлення не постраждали. Чотири реактори ЗАЕС залишилися у стані холодної зупинки, а два — у стані гарячої зупинки, продовжуючи виробляти пару та гарячу воду для Енергодара.
23 листопада, внаслідок чергового російського ракетного удару, істотно знизилася частота в енергосистемі України. Через це було зупинено живлення власних потреб Запорізької АЕС із енергосистеми. Станція перейшла в режим повного блекауту, запрацювали всі дизель-генератори. Станом на 12:17 наступного дня станція отримала живлення власних потреб від енергосистеми України.
Російський концерн «Росенергоатом» 30 листопада заявив про призначення заступника головного інженера ЗАЕС Юрія Чернічука новим «директором» станції. СБУ пізніше встановила, що він добровільно пішов на співпрацю з ворогом, і оголосила йому підозру в пособництві державі-агресору.

### Грудень 2022— лютий 2023
Останній місяць року минув без значних подій, проте 29 грудня о 21:35 було відключено резервну лінію електропередач 330 кВ через пошкодження, спричинені обстрілом. Станція, усі шість реакторів якої зупинені, продовжила отримувати зовнішню електроенергію від ЛЕП 750 кВ — єдиної з чотирьох, що залишилася. Резервне живлення відновили увечері 6 січня.
Персонал МАГАТЕ на об'єкті регулярно повідомляв про військові дії поблизу ЗАЕС, свідченням чому є численні вибухи за межами станції. Від таких вибухів вібрували вікна в її офісах.
Служба безпеки України отримала докази того, що Росатом та його супутні компанії взяли на себе контроль над технологічними та управлінськими процесами на ЗАЕС та сприяють підключенню атомної електростанції до російської енергетичної системи.
10 лютого Держатомрегулювання, врахувавши численні порушення вимог ядерної та радіаційної безпеки на станції, обмежило експлуатацію: енергоблоку 3 у стані «зупин для ремонту»; енергоблоку 4 у стані «холодний зупин»; енергоблоків 5 і 6 у стані «гарячий зупин», з подальшим переведенням у «холодний зупин». Таким чином, жоден з енергоблоків не дозволено експлуатувати на енергетичних рівнях потужності.

### Березень— травень 2023
1 березня пошкоджено резервну лінію електропередач 330 кВ на правому березі Дніпра. Вона досі не відремонтована, оскільки військові дії не дозволяють українським фахівцям отримати безпечний доступ до місця пошкодження. З того часу і до 6 липня ЗАЕС покладалася тільки на одну ЛЕП 750 кВ для зовнішнього електропостачання.
9 березня, о 03:53, в результаті російських ракетних обстрілів відключилась остання лінія зв'язку. Станція знеструмлена і перейшла в режим блекауту, увімкнулись 18 дизель-генераторів. Енергоживлення відновлено пізніше вдень.
29 березня Генеральний директор Міжнародного агентства з атомної енергії Рафаель Гроссі відвідав ЗАЕС із другим від початку війни візитом, що тривав кілька годин. Гроссі провів ротацію спостерігачів МАГАТЕ, побачивши «чіткі ознаки військових приготувань у цьому районі».
Британська розвідка також помітила на дахах кількох реакторних будівель облаштовані російськими військами позиції, укріплені мішками з піском.
Як стало відомо пізніше, Міністерство енергетики США надіслало Росатому листа, в якому попередило, що на ЗАЕС перебувають ядерні технічні дані, експорт яких контролюється урядом Сполучених Штатів, а будь-які російські громадяни чи організації не мають права працювати з американськими технологіями.
13 квітня біля машинної зали четвертого енергоблока вибухнула російська міна, енергоблок не пошкоджено. Гроссі підтвердив це повідомлення.
Згідно з інформацією від спостерігачів МАГАТЕ, окупаційна влада розпочала евакуацію жителів міста Енергодар, де проживає більшість персоналу станції. Умови для працівників стають дедалі більш напруженими, стресовими та складними, зі станції регулярно чуються обстріли. Членів сімей працівників АЕС вивезли до Ростовської області Росії, водночас самим співробітникам електростанції виїзд з міста заборонили.
Починаючи з 17 травня окупаційна «адміністрація» заблокувала передачу інформації з Автоматизованої системи контролю радіаційної обстановки (АСКРО) ЗАЕС, що виконує функцію раннього оповіщення. Крім того, на станції майже повністю деградована система аварійної готовності та реагування.
Унаслідок обстрілу 22 травня о 5:26 відключилась остання високовольтна лінія передач 750 кВ, в результаті чого Запорізька АЕС вчергове втратила зовнішнє електропостачання і перейшла в режим блекауту. Увімкнулись всі дизель-генератори. Енергопостачання за резервною схемою відновлене протягом дня.
Увечері 26 травня Головне управління розвідки МО України опублікувало заяву про те, що в «найближчі години рашисти готують масштабну провокацію з імітації аварії на Запорізькій атомній електростанції. Для цього буде проведено удар безпосередньо по території ЗАЕС. Після цього буде оголошено про аварійний витік радіоактивних речовин. В інциденті традиційно буде звинувачено Україну». ГУР також повідомило, що мета цієї акції в тому, щоб спровокувати міжнародну спільноту на проведення детального розслідування, під час якого буде зупинено всі бойові дії. Таким чином РФ сподівається отримати паузу для перегрупування окупаційного контингенту та зупинки українського контрнаступу.
Протягом доби нічого не сталося.
30 травня відбулося чергове засідання Ради безпеки ООН, присвячене ситуації на ЗАЕС. Генеральний директор МАГАТЕ Рафаель Гроссі представив план забезпечення безпеки станції, який полягає у тому, щоб сторони:
1. не здійснювали атаки із та на ЗАЕС, які спрямовані на сховище відпрацьованого ядерного палива реакторів, іншу критичну інфраструктуру або персонал;
2. не використовували станцію як військову базу та сховище для зберігання важкого озброєння та боєприпасів;
3. не піддавали ризику електропостачання ЗАЕС;
4. захищали територію, споруди а системи від нападів, або актів саботажу;
5. не вживали жодних заходів, які можуть підірвати згадані вище принципи.

Представник Росії не взяв на себе чітких зобов'язань дотримуватися п'яти названих принципів. Представник України запропонував доповнити їх вимогою про повну демілітаризацію та деокупацію станції.

### Червень 2023
На початку доби 6 червня російські окупанти підірвали дамбу Каховської ГЕС, внаслідок чого була повністю зруйнована гребля і машинна зала ГЕС. Рівень води в Каховському водосховищі почав стрімко знижуватися, що є додатковою загрозою для тимчасово окупованої атомної станції. Вода з водосховища необхідна для того, щоб АЕС отримувала підживлення для конденсаторів турбін і своїх систем безпеки. Енергоатом повідомив, що станційний ставок-охолоджувач наповнений: «станом на 8:00 ранку рівень води становить 16,6 метра, і цього достатньо для потреб станції». Енергоатом заявив, що на даний час ситуація на ЗАЕС під контролем.
МАГАТЕ відгукнулось оцінкою, що безпосередньої загрози ядерній безпеці на станції немає. Працівники докладають зусиль, щоб закачати якомога більше води у канали охолодження і пов'язані з ними системи. Крім того, на станції зупинили споживання води для всіх несуттєвих потреб.
8 червня Держатомрегулювання віддало розпорядження перевести в стан «холодний зупин» енергоблок № 5 — останній, який ще залишався в стані гарячого зупину. Однак, російські окупанти на місці не дозволили українському персоналу здійснити це переведення.
15 червня гендиректор МАГАТЕ втретє відвідав Запорізьку АЕС, провівши дев'яту ротацію місії ISAMZ. В офіційному звіті зазначено, що на даний момент вода з випускного каналу сусідньої Запорізької ТЕЦ постачає бризкальні басейни ЗАЕС, які охолоджують шість зупинених реакторів і відпрацьоване паливо, а також підтримує повний окремий басейн-охолоджувач, в основному компенсуючи випаровування. Водовідвідний канал і водойма-охолоджувач разом можуть забезпечувати охолодження протягом кількох місяців, попри фактичне зникнення Каховського водосховища. Додаткову охолоджуючу воду можна також закачувати з підземної водопровідної системи та власних свердловин станції.
20 червня керівник військової розвідки України Кирило Буданов заявив, що Росія замінувала водойму-охолоджувач, підрив якого може спричинити «значні проблеми», однак МАГАТЕ цього не підтвердило.
22 червня Президент України Володимир Зеленський виступив з екстреним відеозверненням, у якому заявив, що Росія ймовірно готується вчинити теракт на Запорізькій атомній станції, який може призвести до викиду радіації: «Вони все підготували для цього». Речник президента Росії Дмитро Пєсков відкинув ці звинувачення.
У зв'язку з можливим терактом, з 23 червня в Україні розгорнуті штаби, в яких будуть присутні енергетики, представники ДСНС, поліція, медики. У 200-кілометровій зоні передбачені навчання з перекриттям доріг, розгортанням санітарних блокпостів. Населенню дані інструкції щодо поведінки в разі радіаційного викиду. У Запорізькій області силові відомства провели тренування з цивільного захисту для відпрацювання швидкої локалізації можливих наслідків аварії на ЗАЕС та контрзаходів по захисту населення.
В інтерв'ю The New Statesman, що вийшло 23 червня, Кирило Буданов наголосив, що Росія завершила підготовку до теракту. Начинена вибухівкою техніка розміщена біля 4 із 6 енергоблоків станції, а в разі підриву охолоджувача ядерні реактори можуть розплавитися за період від десяти годин до 14 днів. Якщо Росія зможе підвищити напругу в лініях електропередач, це пришвидшить ядерну аварію. За словами Буданова, наказ вчинити теракт може бути спричинений поразкою російських військ на лівому березі Дніпра, або ж такий крок може бути «превентивним заходом», аби зупинити наступальну операцію України.
Однак, Білий дім не побачив ознак того, що загроза підриву ЗАЕС є неминучою.
30 червня ГУР повідомило, що зі станції поїхали троє співробітників Росатому, які керували діями росіян. Українські співробітники, які підписали контракти з російською компанією, отримали рекомендації виїхати до 5 липня. Відзначене поступове зменшення військових патрулів.

### Липень 2023
3 липня електростанцію підключили до єдиної доступної резервної ЛЕП 330 кВ, що сталося вперше з 1 березня. Одночасно було втрачене живлення з основної високовольтної лінії 750 кВ. До 6 липня станція перебувала у своєрідному частковому блекауті, коли лінія 750 кВ була також відновлена.
Увечері 4 липня Збройні Сили України офіційно повідомили про можливу підготовку провокації на території Запорізької атомної електростанції найближчим часом. Так, за оперативною інформацією на зовнішній крівлі третього та четвертого енергоблоків були розміщені сторонні предмети, схожі на вибухові пристрої. Їх підрив, за даними військових, не має пошкодити енергоблоки, але може створити картинку обстрілів з боку України. Поряд із тим, окупанти заявили, що Україна начебто в ніч на 5 липня збирається «атакувати ЗАЕС із застосуванням високоточної зброї і безпілотників-камікадзе». Поява нових об'єктів на даху четвертого енергоблоку підтвердилась на супутникових знімках.
Протягом доби нічого не сталося.
19 липня ГУР оприлюднило інформацію про підготовку ФСБ операції під фальшивим прапором, яка може призвести до масштабної аварії. Зокрема, готуються імітаційні обстріли станції з метою звинувачення в них України.
24-29 липня окупанти перевели 5-й енергоблок у стан «холодний зупин», одночасно перевівши 4-й енергоблок у гарячий зупин. Це відбулося всупереч вимогам Державної інспекції ядерного регулювання України. Цю зміну, як пояснило МАГАТЕ, зроблено з метою проведення ремонтних робіт на 5-му блоці, які можливі лише при холодній зупинці. Водночас, пара з енергоблока № 4 тепер використовується для очищення стічних вод на ЗАЕС, що можливо робити на гарячому зупині. Голова Держатомрегулювання до цього додав, що весь без винятку український персонал на станції відмовився виконувати наказ про переведення 4-го блоку в гарячий зупин, тож його виконали силами працівників, залучених Росатомом.

### Серпень 2023
10 серпня відмикалася основна високовольтна лінія 750 кВ, живлення переключали на резервну. Основна лінія була підключена того ж дня.
Внаслідок виведення 4-го енергоблоку в гарячий стан тоді ж стався інцидент із витоком води з першого контуру реактора в другий. Причиною інциденту стало порушення цілісності третього парогенератора, розташованого в герметичній оболонці блоку. Радіологічного викиду не було, однак порушені вже три з п'яти наявних фізичних бар'єрів на шляху розповсюдження радіації. Із цим пов'язані наміри окупантів перевести 4-й енергоблок у «холодний зупин», а 6-й енергоблок — у «гарячий».
14—21 серпня МАГАТЕ фіксувала на станції кілька вибухів і звуки стрільби, що є регулярними ознаками військової активності.
Наприкінці серпня на Запорізькій АЕС пройшла ротація місії МАГАТЕ.

### Вересень— жовтень 2023
22 вересня МАГАТЕ повідомило, що на ЗАЕС завершене буріння десяти свердловин підземної води, які будуть використовуватися для довгострокового забезпечення зупинених реакторів охолоджуючою водою після руйнування Каховської дамби. Команда фахівців підтвердила, що блоки № 2 і № 5 залишаються в «холодному режимі», а блок № 6 — у «гарячому».
Протягом 30 вересня — 3 жовтня відбулося переведення російськими загарбниками енергоблоку № 4 зі стану «холодний зупин» до стану «гарячий зупин», а натомість енергоблок № 6 вивели з гарячого стану в холодний.
Заявленою метою підтримання блоків у гарячому стані є «забезпечення теплом і парою для цілей ядерної безпеки на майданчику, а також опалення Енергодару».

### Листопад 2023
14 листопада відбулось знеструмлення на 6-му енергоблоці, в результаті чого запустились дизель-генератори і системи безпеки, які працювали 90 хвилин. Енергоатом стверджує, що причиною цього стали некомпетентні дії окупантів та працівників Росатома. В МАГАТЕ уточнили, що енергоблок перебуває в режимі холодної зупинки, а частину його системи безпеки переведено на «планове технічне обслуговування».
16 листопада на енергоблоці № 5 стався витік реагентів із першого контуру реактора до другого під час неправомірного переведення цього енергоблоку в гарячий стан. В Енергоатомі звинуватили в інциденті некомпетентний російський персонал, зокрема начальника зміни хімічного цеху: він втратив контроль за насиченням фільтрів спецводоочищення, внаслідок чого вода першого контуру з розчином борної кислоти почала потрапляти в деаератор машинного залу, а звідти знову на всі парогенератори.
5-й енергоблок переводять у холодний зупин.
26 листопада внаслідок короткого замикання відключилась остання основна лінія зв'язку з енергосистемою України 750 кВ, і протягом дня ЗАЕС отримувала зовнішнє живлення від єдиної доступної резервної лінії електропередачі 330 кВ. Основну лінію полагодили увечері. Того ж дня енергоблок № 4 частково знеструмлювався на 10 хвилин з автоматичним включенням дизель-генератора.

### Грудень 2023
Увечері 1 грудня стався обрив резервної лінії 330 кВ, а вже 2 грудня о 02:31 год. знеструмлено останню основну лінію 750 кВ. Наслідком цього став черговий повний блекаут ЗАЕС, що перейшла на живлення власних потреб від дизель-генераторів. 2 грудня о 7 годині ранку поновлено зв'язок з українською енергосистемою, а саме відновлено роботу лінії 750 кВ.
5 грудня відбулася чергова ротація персоналу постійної моніторингової місії МАГАТЕ на Запорізькій АЕС, яка стала п'ятнадцятою від початку роботи місії. Загалом вони проводяться щомісяця.
Протягом місяця окупанти посилювали тиск на працівників-громадян України, аби змусити їх отримати перейти до російського громадянствай підписати контракти з Росатомом.
Станом на кінець року з шести реакторів п'ять залишалися в режимі холодної зупинки, тоді як блок 4 знаходився на гарячій зупинці.

### Січень— березень 2024
19 січня інспектори МАГАТЕ виявили протипіхотні міни, встановлені у буферній зоні між внутрішньою та зовнішньою огорожею по периметру буферної зони окупованої Запорізької АЕС. Раніше вони фіксувалися в липні 2023, проте були прибрані в листопаді.
7 лютого гендиректор МАГАТЕ Рафаель Маріано Гроссі відвідав ЗАЕС.
21 лютого ЗАЕС залишилася на одній лінії електроживлення 750 кВ через знеструмлення лінії 330 кВ в результаті бойових дій у Запорізькій області. Лінію 330 кВ під'єднали 14 березня.
Протягом лютого російські окупанти припинили доступ до станції останніх працівників Енергоатому, відтоді на АЕС лише російський персонал, що не має українського ліцензування.
Під час масштабної ракетної атаки 22 березня о 05:10 відключилася зовнішня повітряна лінія електроживлення 750 кВ, у результаті ЗАЕС протягом п'яти годин була від'єднана від єдиної основної лінії електроживлення і працювала на резервній лінії 330 кВ. 23 березня, в результаті другого за добу обстрілу, станція перебувала на одній лінії електроживлення 330 кВ.

### Квітень— червень 2024
Унаслідок російських обстрілів 4 квітня відключилася зовнішня повітряна лінія 330 кВ. Її відновили 7 квітня.
Того ж дня (7 квітня) МАГАТЕ повідомило, що на території станції здетонував безпілотник, і це спостерігалося експертами агентства. ГУР заявило про непричетність української сторони до події.
Гроссі уточнив, що було принаймні три прямих влучання в основні конструкції захисної оболонки 6-го реактора ЗАЕС. Внаслідок цього серйозного інциденту є одна жертва.
9 квітня атака безпілотниками повторилася: дрони вдарили по навчальному центру ЗАЕС. ГУР поклало на Росію відповідальність за «імітацію українських обстрілів».
13 квітня четвертий блок виведено в робочий режим «холодного зупину». Отже, вперше з кінця 2022 року всі енергоблоки перебувають у режимі холодної зупинки.
15 квітня Рада Безпеки ООН обговорила ситуацію на Запорізькій АЕС.
18 квітня навчальний центр електростанції втретє був атакований безпілотником; ядерна безпека на об'єкті не була під загрозою, пошкоджень або людських жертв не було.
16 травня на ЗАЕС прибула 19-та команда міжнародних спостерігачів з моменту встановлення постійної місії МАГАТЕ на станції у вересні 2022 року.
23 травня о 13:31 відключилася зовнішня повітряна лінія 750 кВ. О 16:50 енергетики змогли відновити її роботу.
Останнього тижня червня внаслідок обстрілу та пожежі було зруйновано станцію зовнішнього радіаційного моніторингу, розташовану приблизно за 16 кілометрів від АЕС.

### Липень— серпень 2024
3 липня три безпілотники влучили в електропідстанцію поблизу міста Енергодар, вісім співробітників ЗАЕС зазнали поранень.
6 серпня на ЗАЕС відбулася чергова ротація персоналу постійної моніторингової місії МАГАТЕ.
8 серпня МАГАТЕ повідомило про виникнення інтенсивних пожеж поблизу станції. Пожежі виникли під повітряними кабелями ліній електропередач «Дніпровська» та «Феросплавна», що «підкреслює крихкість зовнішнього електропостачання ЗАЕС».
Близько 20:00 год. 11 серпня зафіксовано пожежу в одній із градирень АЕС. За неофіційною інформацією, поширеною головою місцевої військової адміністрації, росіяни підпалили в градирні автомобільні шини. Такі дії можуть бути провокацією, або спробою створити паніку на контрольованому Україною правому березі колишнього водосховища. Окупаційна адміністрація Запорізької області підтвердила факт пожежі в системі охолодження, запевнивши у відсутності загрози парового вибуху. Змін радіаційного стану не виявлено. Експерти МАГАТЕ чули численні вибухи увечері напередодні події; впливу на ядерну безпеку агентство не відзначило. Пожежа припинилася вранці 12 серпня.
22 серпня через російські обстріли пошкоджено зовнішню повітряну лінію 330 кВ; її полагодити наступного дня.

### Вересень— грудень 2024
2 вересня через російські обстріли сталося пошкодження однієї з двох зовнішніх повітряних ліній. Українські енергетики повернули її в роботу 5 вересня.
4 вересня голова МАГАТЕ Рафаель Гроссі відвідав Запорізьку АЕС, оцінивши ситуацію після пожежі на градирні 11 серпня та поточні роботи на водяних насосах і сховищі палива. Під час візиту він заявив, що градирня сильно пошкоджена пожежею, тому її, ймовірно, доведеться знести.
21 вересня окупаційна влада поінформувала місію МАГАТЕ про удар безпілотника по підстанції за 300 м від АЕС. Група спостерігачів агентства зафіксувала «деякий вплив на один із двох трансформаторів підстанції» та уламки дрона.
1 жовтня внаслідок російської атаки на магістральну підстанцію знеструмлено повітряну лінію живлення АЕС 330 кВ. До кінця наступного дня вона була в роботі.
10 жовтня МАГАТЕ повідомило, що на ЗАЕС відновлено підключення до лінії електропередач 150 кВ, яка може бути використана як резервний варіант живлення.
21 жовтня о 12:18 через систематичні обстріли відключилась лінія електропередачі 330 кВ, що з'єднує АЕС з об'єднаною енергосистемою України. Роботу лінії відновлено наступного дня.
16 листопада в результаті обстрілу знеструмлено одну з двох ліній живлення АЕС, станція отримує живлення резервним шляхом. Про полагодження ЛЕП в медіа не повідомлялося, але 21 листопада ситуація повторилася. Лінію полагодили 23 листопада.
У ніч на 30 листопада, втретє за місяць, в результаті російського обстрілу ЗАЕС втратила живлення однієї з двох зовнішніх ліній електропередачі.
20 грудня через ворожі обстріли ЗАЕС знову залишилась на одній з двох ліній електропередач, що з'єднують станцію з енергосистемою України.

### Січень— травень 2025
6 січня співробітники МАГАТЕ зафіксували два гучні вибухи поблизу станції, які збіглися в часі з повідомленнями про атаку безпілотника на її навчальний центр.
11 лютого внаслідок російських обстрілів відключилася одна з двох ліній електропередачі.
1 березня відбулася чергова 27-а ротація спостерігачів МАГАТЕ на ЗАЕС. Міжнародне агентство вперше здійснило ротацію свого персоналу без погодження з українською стороною та, як вважається, через тимчасово окуповану територію України. Міністерство закордонних справ України засудило порушення співробітниками МАГАТЕ суверенітету та територіальної цілісності України внаслідок російського шантажу. Керівництву організації спрямована нота протесту, при чому уточнено, що РФ відмовлялася надати гарантії безпеки співробітникам МАГАТЕ, якби ті їхали через підконтрольну Україні територію.
У березні повідомлялось про ознаки корозії в районі енергоблоку № 2, брак персоналу та інших ресурсів, констатувалося зменшення військової активності в районі станції, а також спростовувалася інформація про витік дизельного пального з резервуару.
7 травня, як повідомили в Міністерстві енергетики України, в результаті ворожого обстрілу, ЗАЕС втратила живлення однієї з двох зовнішніх ліній електропередач, що з'єднують тимчасово окуповану ЗАЕС з об’єднаною енергосистемою України.
27 травня, згідно повідомлення The New York Times, за даними нового звіту організації Greenpeace, російська сторона прокладає лінії електропередач на тимчасово окупованих територіях південного сходу України з метою під'єднання захопленої ЗАЕС до енергосистеми рф.

### Червень— серпень 2025
На початку червня, як повідомив британський телеканал Sky News, РФ офіційно звернулась до МАГАТЕ з питання відновлення роботи і перезапуску ЗАЕС.
4 липня 2025 року російські окупанти вгатили по лінії електропередач, що з'єднує ЗАЕС з енергосистемою України. Саме ця лінія забезпечує критичні потреби станції для збереження радіаційної безпеки. З початку повномасштабного російського вторгнення Запорізька АЕС вже 8 разів пережила повний блекаут.
12 липня, починаючи з 22:00 (за місцевим часом), на ЗАЕС протягом години лунала стрілянина, наступного дня гільзи зі стрілецької зброї були виявлені поблизу реакторів № 5 та № 6. Команда МАГАТЕ, що присутня на ЗАЕС, намагається отримати додаткову інформацію про цей інцидент.
19 липня, з посиланням на Міненерго та МАГАТЕ, стало відомо про задимлення у районі ЗАЕС та знеструмлення частини Запорізької області в результаті лісової пожежі біля електростанції. Сама ЗАЕС - не постраждала.
30 липня співробітники МАГАТЕ провели вимірювання рівня радіації на ЗАЕС та не виявили його підвищення, про яке напередодні повідомляла низка ЗМІ.
2 серпня спостерігачі МАГАТЕ зафіксували вибухи та задимлення в районі ЗАЕС після обстрілу одного із допоміжних об'єктів, що розташований за 1,2 км від периметра станції.
10 серпня, згідно повідомлення пресслужби Міненерго, внаслідок російської атаки по Запоріжжю під удар потрапив Зовнішній кризовий центр ЗАЕС, будівля офісу зазнала часткових руйнувань.
12 серпня, згідно повідомлення пресслужби Енергоатому, на території тимчасово окупованої ЗАЕС поблизу енергоблоків зафіксовано пожежі, які набули системного характеру. За наявною інформацією, на місці зруйнованого росіянами Каховського водосховища горить сухий очерет.

## Становище працівників
Незважаючи на окупацію, російській владі все ще потрібні українські фахівці для експлуатації станції. Попервах працівники станції отримували замовлення від Енергоатому, а потім узгоджували їх із росіянами.
Перші кілька тижнів особливо нічого не пред'являлось, і ми відновили нормальне функціонування станції, яке могло бути в тих умовах. Вони не лізли в питання управління станції, і ми продовжували виробляти електроенергію для України. Для персоналу було правило — люди не входять ні в які контакти, не спілкуються з окупантами, а всі вимоги окупантів мають проходити через наше керівництво.— Олег Дудар, керівник експлуатаційного підрозділу ЗАЕС, 
На момент початку окупації АЕС її роботу забезпечували 11 тис. співробітників. Кілька днів потому українське керівництво вирішило перевести якомога більше спеціалістів на дистанційну роботу, щоб не піддавати їх надмірному ризику, і до кінця жовтня 4300 працівників виїхали на підконтрольну Україні територію. Російська сторона заявляє, що не перешкоджає роботі АЕС. Однак джерела The Insider стверджують, що озброєні російські військові і представники Росатома регулярно перебувають на території енергоблоків, турбінних відсіків і блокових щитів керування. Вони також мають доступ до всіх зон станції, включаючи так звані «брудні» зони з високим рівнем радіації. Крім того, на станцію пускають іноземців, наприклад, дизайнера Артемія Лебедєва, якому дозволили піднятися на дах 6-го блоку і відвезли в машинну залу 4-го блоку. 12 березня 2022 стало відомо, що російські військові намагаються замінити персонал Запорізької АЕС інженерами Росатома.
Ми стривожені можливим візитом представників МАГАТЕ. Тому що росіяни влаштують провокації, а потім звинуватять у цьому Україну. Здається, саме це вони й планують зробити […] Вони схопили наше керівництво за яйця. Під час візиту МАГАТЕ вони планують скоротити до мінімуму присутність нашого персоналу і поставити кількох їхніх представників у кожній кімнаті центру управління, які будуть гучно кричати, що дуже чекали «визволення» від режиму в Києві […] Зараз мені зрозуміло, що їхня армія слабка, але ФСБ працює. Один з їхніх методів тут — це забирати працівників центру управління «на підвал» […] Наше керівництво мовчить про це, щоб не створити паніку. Але люди повертаються після цих «розмов» у підвалі і не кажуть ані слова взагалі. Не буде несподіванкою, якщо під час візиту місії вони раптом почнуть говорити те, що їм сказали […] На станції є місце, де зберігають відпрацьоване ядерне паливо. Там частини ракет застрягли в даху. Рашисти самі зробили фото і спробували заявити, що це українські ракети. Але всі, хто працює там, знають, що вони прилетіли з міста, з Енергодара. Можна визначити це по траєкторії […] Саме тому натовпи людей тікають з Енергодару кожного дня. Лише мої колеги і я залишаємося, щоб не допустити повторення Чорнобиля чи Фукусіми. І я впевнений, що ми можемо це зробити.— Запорізькі атомники, 
Працівники Запорізької АЕС перебувають під постійним тиском, їм заборонено носити на роботу телефони з камерами, а також їх піддають перевіркам. За словами одного зі співробітників, «відчуття, що ми у в'язниці суворого режиму». Наприкінці серпня російські військові скоротили персонал станції до небезпечного рівня та запровадили обмеження на пересування, що ще більше ускладнило її роботу. Крім того, військові заборонили регулярні навчання персоналу станції, щоб мінімізувати кількість цивільного населення на ядерних об'єктах.
У 2023 році росіяни продовжили запроваджувати безглузді обмеження: наприклад, не переміщуватися територією ЗАЕС, на роботі дивитися лише прямо перед собою і не спілкувалися один з одним.
Також ЗМІ повідомляють про викрадення, катування та вбивства персоналу станції та жителів Енергодару. Фахівців змушують приймати російське громадянство, вивозять у невідомому напрямку, тримають по 2-3 тижні в підвалах, залякують, деяких вивозять «на розмову» в будівлю мерії. Джерела серед працівників стверджують, що знають про щонайменше два місця тортур, розташовані біля пожежної частини та будівлі поліції. Звідти людей періодично доставляють до лікарні з кулями в долонях і зламаними пальцями. Повідомлення про тортури також підтверджує британське видання The Telegraph, джерела якого повідомили, що російські солдати застосовують тортури, щоб не дати офіційним особам з АЕС виступити в ООН. Про це свідчать і співбесідники експерта з атомної енергетики Ольги Коршаної.
До видів катувань, досліджених правозахисниками, входять жорстокі побиття, ураження електрострумом, удушення, імітація розстрілу, примус копати власні могили, погрози зґвалтуванням, утримання в нелюдських умовах — без доступу до їжі, води, свіжого повітря або санітарних умов.
У зв'язку з тим, що Росія намагається узаконити процес присвоєння станції, співробітники Росатома змушують українських співробітників ЗАЕС підписувати документи про переведення на роботу до російської корпорації під загрозою звільнення. За словами співрозмовників BBC у сфері української атомної енергетики, працівникам станції стали надходити погрози про те, що їх можуть змусити воювати на боці Росії, якщо вони не підпишуть документи про перехід на роботу в Росатом. Поряд із тим, українська розвідка повідомила, що до частини персоналу та їхніх родин окупанти застосовують «фільтраційні заходи», їм заборонили виїзд на територію, підконтрольну українській владі, а від працівників вимагають офіційного оформлення російських паспортів та підписання контрактів з Росатомом. (Протягом 2022 року окупанти примусили отримати російські паспорти близько 3000 працівників).
За даними ЗСУ, представники Росатома також привласнюють зарплати українського персоналу, відбирають в них готівку, кошти з банківських карток, вилучають мобільні телефони.
Станом на березень 2023 повідомлялося, що в Енергодарі залишалося близько 6,5 тис. працівників станції, з яких 4,5 тис. регулярно ходили на роботу, а 2600 з останніх підписали контракти з Росатомом — частина під тиском, частина добровільно. Українська сторона розглядає добровільну співпрацю з Росатомом та його структурами як ворожу діяльність, за яку настане кримінальна відповідальність.
Як стало відомо Генштабу ЗСУ, з 28 листопада 2022 російські військові заборонили вхід на територію АЕС тим працівникам, які не підписали контракти з Росатомом. Це спричинило кадровий дефіцит, що позначається на деградації спеціалізованого обладнання та неможливості експлуатувати енергоблоки, а також примушує окупантів завозити персонал з російських атомних станцій, наприклад, Калінінської АЕС.
Співробітник ЗАЕС на умовах анонімності сказав, що представникам МАГАТЕ на станції також обмежені доступ та маршрути пересування. Інформацію вони отримують від російської сторони, свої плани обговорюють з російським керівництвом за участі ФСБ.
У вересні 2023 року вийшов звіт української неурядової організації Truth Hounds, яка займається документуванням і розслідуванням міжнародних злочинів, скоєних під час російської війни проти України. Він описує численні докази катувань і нелюдського поводження, скоєних російськими окупаційними силами на ЗАЕС та в Енергодарі за сприяння російської держкорпорації Росатом. Дослідження показує, що дії російських окупаційних сил, про які було відомо Росатому, становлять серйозні порушення міжнародного права у вигляді воєнних злочинів та злочинів проти людяності.
Так, різноманітними джерелами підтверджено, що різноманітні звірства застосовуються до наступних груп людей: 
- українців, підозрюваних у тому, що вони раніше служили в АТО/ООС;
- військовослужбовців та працівників органів правопорядку: як діючих так і колишніх;
- осіб, які брали участь у територіальній обороні Енергодару;
- осіб, які висловлювали проукраїнські або антиросійські погляди;
- осіб, які нібито співпрацювали з українською розвідкою;
- власників зброї[252].

В лютому 2024 на станції спостерігався брак половини персоналу.

### Персональні випадки
Окремих співробітників і керівництво Запорізької атомної електростанції затримали за підозрою у співпраці із Збройними силами України та Службою безпеки України. За даними Енергоатому, 17 липня 2022 російські військові викрали керівника екологічного відомства ЗАЕС Ігоря Квасніна. 18 липня були викрадені заступник начальника цеху дезактивації з експлуатації та поводження з радіоактивними відходами Сергій Піхтін і начальник цеху дезактивації Олена Рябчева. Джерела серед працівників станції повідомили, що росіяни змушували водолаза Андрія Гончарука зануритися в охолоджувальні басейни, щоб осушити їх. Гончарук відмовився виконувати наказ, внаслідок чого був побитий, а потім із численними травмами доставлений до місцевої лікарні, де помер. Двом співробітникам, яким окупаційна влада закидає роботу «снайперами» на ЗСУ, загрожує тривале позбавлення волі. Українські урядовці повідомляють, що на початку вересня російські військові вбили трьох українських співробітників станції та щонайменше 26 заарештували за звинуваченням у витоку інформації. Наприкінці серпня стало відомо, що внаслідок обстрілу росіянами житлових кварталів Енергодара та Запорізької АЕС постраждали четверо співробітників станції. Всього постраждали 10 мирних жителів.
30 вересня 2022 російські військові затримали генерального директора ЗАЕС Ігоря Мурашова та вивезли його в невідомому напрямку. Про викрадення повідомив президент Енергоатому Петро Котін. Його відпустили 3 жовтня за сприяння МАГАТЕ, Організації Об'єднаних Націй та президента Франції Емманюеля Макрона.
Журналісти The Wall Street Journal зібрали свідчення Мурашова та понад десятка його підлеглих про затримання, тортури та погрози з боку російських окупантів. Так, росіяни затримали та в більшості випадків катували сотні працівників, намагаючись взяти електростанцію під свій контроль і придушити інакомислення. Підрозділ ФСБ влаштував поблизу підприємства підземні в'язниці. Там незаконно ув'язнених працівників били прикладами рушниць та кийками, стріляли їм у ноги та лікті, позбавляли їжі й катували електричним струмом. За словами одного ремонтника, охоронці погрожували зґвалтувати його дружину, потім роздягнули та погрожували зґвалтувати його самого. Охорона взяла хабар за його визволення; інших відпускали після того, як вони записували відеозвернення на підтримку дій Росії. За даними Енергоатому, окупанти затримали понад 200 співробітників, десятки з них станом на листопад 2022 вважалися зниклими безвісти.
10 жовтня 2022 російські терористи викрали заступника генерального директора Запорізької АЕС із персоналу Валерія Мартинюка. На думку Енергоатому, викрадачі намагаються отримати інформацію про особові справи працівників, щоб якнайшвидше змусити український персонал працювати на Росатом. Про звільнення Мартинюка повідомлено 18 жовтня.
17 жовтня 2022 року окупанти затримали та вивезли в невідомому напрямку начальника служби інформаційних технологій АЕС Олега Костюкова та помічника генерального директора Олега Ошеку.
Влітку 2023 року загарбники викрали інженера з охорони праці Сергія Потинга та начальника зміни турбінного відділення експлуатаційного підрозділу Сергія Спартесного.
За даними української влади, близько тисячі людей було затримано та піддано тортурам у катівнях на станції від березня 2022 по вересень 2023 року.
Ще двоє проукраїнських енергетиків станції були взяті в заручники на початку 2025 року, про що повідомила українська влада. У тому ж році російські або контрольовані Росією суди засудили двох працівників до 15 та 18 років позбавлення волі, звинувативши їх у «тероризмі», «замаху на диверсію» та нібито співпрацю зі Службою безпеки України.

## Ризики аварій
Захисний ковпак станції витримує падіння літака вагою близько 5,7 т (приблизно Ан-2 «кукурудзник»), однак пробивна здатність будь-якої артилерійської системи значно більша. Станція не розрахована на те, щоб бути в центрі бойових дій; небезпека артилерійського вогню та можлива детонація вибухівки ніколи не розраховувалися. Будівля захисної оболонки не розрахована на ураження широко використовуваними ракетами, такими як «Калібр». Падіння однієї з цих ракет, навіть на відстані 47 метрів або менше від реактора, може викликати тиск ударної хвилі вище проєктної межі захисної оболонки.
Одним із найбільш часто обговорюваних ризиків є крах активної зони ядерного реактора — або так званий «сценарій Фукусіми». Робота станції здійснюється водяними реакторами під тиском ВВЕР-1000, при руйнуванні яких відбувається розгерметизація і накопичена радіоактивність викидається в навколишнє середовище разом з водою. Цей сценарій також може бути викликаний втратою джерел живлення АЕС, наприклад, якщо всі високовольтні лінії електропередач будуть зруйновані, а виробництво зупинено. У разі аварійної ситуації станція перемикається на резервні дизель-генератори. Вони повинні бути в робочому стані та мати достатньо палива для живлення насосів та інших систем, важливих для безпеки об'єкта. Однак в умовах тимчасової окупації перевірити працездатність резервних генераторів практично неможливо. Якщо труби системи охолодження пошкоджені, може статися вибух пари та розгерметизація. У цьому сценарії вода для охолодження реактора перестане надходити, реактор перегріється, а відтак в атмосферу почнуть викидатися радіоактивні елементи: йод-131 або цезій-137 (залежно від того, як давно зупинили реактор); інертні гази. У такій аварії найбільша небезпека загрожує місцевому населенню, яке не має засобів індивідуального захисту. В разі значних викидів радіоактивності необхідно буде організувати зону відчуження. Радіоактивний шлейф, крім України, може торкнутися Румунії, Болгарії, Туреччини та Краснодарського краю. Розташування АЕС на Дніпрі означає, що будь-який викид радіації може поширитися в Чорне море. У разі аварії на Запорізькій АЕС радіоактивні елементи поширюватимуться за вітром. Однак, на думку більшості експертів, такий сценарій малоймовірний і порівняння з Чорнобилем і Фукусімою невиправдані. Так, у Чорнобилі були допущені серйозні недоліки конструкції реактора, а у Фукусімі затопило дизель-генератори, чого не може статися на ЗАЕС, оскільки там генератори знаходяться всередині захисної оболонки.
Відзначається, що на ЗАЕС інші конструкції реакторів, ніж у Чорнобилі, а у Фукусімі на момент землетрусу всі реактори виробляли енергію — на відміну від Запоріжжя, де охолоджені 5 реакторів з 6, при чому останній був зупинений у вересні 2022 року. Водночас, оцінки червня 2023 не виключають викид радіонуклідів (але не йоду), забруднення води та ґрунтових вод.
Відповідно до вимог законодавства, евакуація населення із зони радіоактивного забруднення навколо Запорізької АЕС буде проводитися в радіусі 50 кілометрів. До цієї зони входять такі населені пункти як Енергодар, Нікополь, Марганець, Червоногригорівка, Кам'янка-Дніпровська, Велика Знам'янка, Велика Білозерка, Мала Білозерка, Дніпрорудне, Верхній Рогачик, Томаківка та інші. В радіаційну хмару найбільш імовірно потраплять чотири області: Запорізька, Дніпропетровська, Херсонська та Миколаївська. Її рух залежатиме від напрямку вітру.
Інші фактори небезпеки пов'язані зі зберіганням ядерних відходів. Запорізька АЕС — єдина атомна електростанція в Україні з сухим сховищем відпрацьованого ядерного палива (ВЯП), уведеним в експлуатацію в 2001 році. Станом на 2022 рік воно містило 174 бетонних контейнери, по 24 збірки ВЯП у кожному. За словами ядерників, руйнування цих контейнерів порівнянне з руйнуванням реакторів і призведе до радіоактивного забруднення навколишнього середовища, в тому числі Каховського водосховища.
Королівський об'єднаний інститут оборонних досліджень (RUSI) також вказує, що сховище ВЯП не спроєктоване таким само міцним, як захисні конструкції над діючими реакторами. Існує також ризик, що в Україні можуть закінчитися доступні сховища для ВЯП, оскільки під час війни країна не може безпечно його транспортувати.
З іншого боку, у 2024 році спливає термін придатності ядерного палива, яке використовується в реакторах, а компетентного і ліцензованого персоналу, який міг би виконувати перевантаження палива, на станції немає.
Додаткові ризики пошкодження реакторів створюються розміщенням російськими військовими на території АЕС ракетних систем залпового вогню та іншого озброєння. При цьому міни та боєприпаси зберігаються в безпосередній близькості від енергоблоків, під естакадами. 5 серпня в The Insider з'явилися повідомлення про можливе мінування станції. Згодом цю інформацію неодноразово підтверджували.
Усе вказує на те, що окупанти перетворили ЗАЕС на військову базу: на станції перебуває постійно близько 500 озброєних росіян; військова техніка стоїть у машинних залах; на території розміщені ракетні комплекси, протиповітряні установки, кулеметні гнізда на дахах реакторних відділень та блокпости між енергоблоками; заміновані шляхи під'їзду та берегова лінія Каховського водосховища. Військова техніка, зброя та вибухівка розміщені безпосередньо в приміщеннях турбінних відділень енергоблоків 1, 2 та 4.
Станом на вересень 2024 Центром національного спротиву було підраховано, що на території ЗАЕС розміщені підрозділи Росгвардії загальною чисельністю до 1300 осіб, зокрема з підрозділів ОМОН «Ахмат-1» (Грозний) та СОБР «Агат» (Пенза). Технічні та підвальні приміщення станції використовуються окупантами для зберігання стрілецьких та артилерійських боєприпасів. Навколо Енергодару закладено понад 20 мінних полів, що мають загальну протяжність близько 6,5 км.
ГУР також встановило, що росіяни використовують територію ЗАЕС для запусків безпілотників, користуючись тим, що Сили безпеки і оборони України не можуть завдавати вогню у відповідь у півторакілометровій зоні довкола станції. Окупанти обладнали пускові майданчики для своїх БПЛА безпосередньо біля шостого реактора АЕС.
Крім того, МАГАТЕ стурбована відсутністю запасних частин, доступу для планового обслуговування реакторів і відсутністю належних контактів з персоналом. Людський фактор також може призвести до потенційної аварії — персонал станції працює під тиском і стресом, а Росатом залучає до технологічних процесів менш компетентних працівників.
Задовго до підриву дамби замінованої росіянами Каховської ГЕС було відомо, що така подія створює загрозу ядерної аварії на Запорізькій атомній електростанції. У ССО ЗСУ з цього приводу зазначали, що «дамба утримує 18 мільйонів кубічних метрів води. Зниження рівня води Каховського водосховища порушить функціонування інфраструктури охолодження реакторів Запорізької АЕС, що може призвести до ядерної катастрофи». Скидання води в Каховському водосховищі, яке здійснювалося російськими окупантами з листопада 2022 року та підтверджувалося супутниковими знімками, також несло загрозу для ядерної безпеки.
Більш оптимістичний погляд Американського ядерного товариства вказує, що ЗАЕС розроблена таким чином, щоб протистояти природним і техногенним небезпекам. Товста армована сталлю бетонна оболонка захищає активні зони реакторів і призначена для захисту навколишнього середовища від будь-яких радіоактивних матеріалів. У разі порушення утримуючих структур, викид радіологічного матеріалу обмежиться зоною, що безпосередньо оточує реактори.
За два роки окупації українська влада зафіксувала на станції понад 150 грубих порушень експлуатації.
В матеріалі The Wall Street Journal йдеться, що Росія планує повернути в експлуатацію хоча б один реактор до 40-ї річниці підключення станції до електромережі Радянського Союзу, тобто в грудні 2024 року. Для Росії це означало б певну «нормалізацію» захоплення станції. Водночас, це створить нову безпекову загрозу, адже навряд чи держава-агресор має достатньо техніків, щоб зробити перезапуск безпечно й успішно.
Плани щодо перезапуску станції стали відкрито звучати після потепління відносин Росії та США у 2025 році.
До факторів, які заважають перезапуску окупованої станції, належать, зокрема: втрата води в Каховському водосховищі; відсутність ліній електропередачі на окуповану територію; брак кваліфікованого персоналу; вичерпання ядерним паливом на ЗАЕС свого ресурсу експлуатації; тривала деградація обладнання.

## Оцінки та реакції

### Оцінки
Російська атака на Запорізьку АЕС є першим випадком, коли діюча атомна електростанція перебуває під прямим ударом у рамках військової операції.
Військові дії завдали значної шкоди станції, зокрема пожежа поблизу енергоблоку 1, який саме тоді перебував на ремонті. Багато представників міжнародної спільноти засудили цей напад, зокрема литовський президент Гітанас Науседа назвав його ядерним тероризмом; посол США в ООН Лінда Томас-Грінфілд — «неймовірно безрозсудним і небезпечним»; генеральний секретар НАТО Єнс Столтенберг та Посольство США в Україні — воєнним злочином.
Високопосадовець Державного департаменту США попередив, що дії Росії на АЕС «створили серйозний ризик ядерного інциденту, небезпечного викиду радіації, який може загрожувати не лише людям і навколишньому середовищу України, а й вплинути на сусідні країни та всю міжнародну спільноту».
Українські високопосадовці називають росіян на станції терористами і нарікають на їх повну непередбачуваність, зокрема після здійсненого ними екоциду внаслідок підриву Каховської ГЕС, за явно недостатньої міжнародної реакції.
Офіційна позиція МЗС України: Російські окупаційні війська продовжують активну мілітаризацію Запорізької АЕС та прилеглої території, розміщуючи там військову техніку та військовослужбовців. РФ грубо порушує норми міжнародного права, підриває норми ядерної та радіаційної безпеки, а також демонструє повне ігнорування резолюцій Ради керуючих МАГАТЕ, які вимагають від Росії негайно вивести військову техніку і російський персонал із ЗАЕС.
Верховна Рада України вказала на «злочинні дії Російської Федерації, включаючи мілітаризацію та мінування Запорізької АЕС, які фактично є актами ядерного тероризму і грубим порушенням міжнародного права у галузі ядерної безпеки та семи основоположних принципів МАГАТЕ з ядерної безпеки і захищеності».
Ядерний тероризм можливий і він зовсім не такий, яким його уявляли в теорії […] Була максима, що ядерний тероризм — це купка неадекватів, яка залізла на територію ядерної станції. Після цієї війни стало зрозуміло, що такими «неадекватами» можуть бути цілі держави, які є гарантами ядерної безпеки.— Олена Паренюк, радіобіологиня, 
Енергоатом випустив заяву, згідно з якою артилерійські обстріли мають на меті руйнування інфраструктури станції, пошкодження всіх ліній електропередачі, через які йде видача електроенергії в енергосистему України, знеструмлення півдня країни. У майбутньому агресор може спробувати переспрямувати електроенергію з АЕС на окупований Крим, а також використати ситуацію у військово-політичних цілях (у т.ч. зробити зі станції «ядерний щит»). Зокрема, вважалося, що без потужностей Запорізької АЕС Україна не здатна здійснювати експорт електроенергії до Європи, пов'язаний із синхронізацією її мережі з континентально-європейською мережею ENTSO-E в середині березня.
З такою оцінкою погоджуються розслідувачі Інституту вивчення війни з Вашингтона. На їхню думку, російська влада проводить широку інформаційну операцію, спрямовану на підрив підтримки України з боку Заходу і представлення російського контролю над станцією як необхідного для уникнення ядерної катастрофи.
За словами народного депутата України Сергія Рахманіна, «Вони [Росія] шантажують Європу загрозою ядерного вибуху на ЗАЕС, щоб ті, своєю чергою, тиснули на Зеленського. Путін хоче паузу [у військових діях], водночас він не хоче виглядати невдахою».
Парламентська асамблея Ради Європи прийняла резолюцію від 22 червня 2023 року № 2506 «Політичні наслідки загарбницької війни Російської Федерації проти України», в якій стверджує, що Російська Федерація використовує тимчасову окупацію Запорізької АЕС для цілей шантажу всупереч Конвенції про ядерну безпеку та режиму гарантій МАГАТЕ.
На фоні активізації контрнаступу в червні 2023 співрозмовник ЕП в Кабінеті Міністрів України висловив думку, що росіяни хочуть зробити станцію непридатною для використання після втечі з лівого берега: «вони ... підірвуть все енергетичне обладнання, необхідне для передавання генерованої на ЗАЕС електроенергії». Анонімний співробітник також вважає найбільш імовірною ціллю агресора виведення з ладу станції як економічного об'єкта.

#### Міжнародне право
Атомні електростанції та інші установки, що містять «небезпечні сили», мають особливий захист згідно з міжнародним гуманітарним правом (МГП) через потенційну загрозу, яку вони становлять у разі пошкодження.
Відповідно до приписів МГП та звичаєвого МГП, атомні електростанції є цивільними об'єктами і користуються спеціальним захистом. Таким чином, вони захищені від нападів і репресалій (англ. attack and reprisals), і не повинні бути військовою ціллю. У разі сумніву такі об'єкти повинні вважатися цивільними. Конфліктуючі сторони повинні постійно дбати про збереження цивільного населення, цивільних осіб і цивільних об'єктів під час усіх військових операцій. Враховуючи ризик викиду радіації та подальші тяжкі наслідки для цивільного населення, сторони повинні проявляти надзвичайну обережність під час пересування військ, маневрів та інших військових дій поблизу атомних електростанцій.
За певних умов напад на атомні електростанції може вважатися воєнним злочином.
Сторони повинні намагатися уникати розміщення військових цілей, таких як війська, зброя чи військові транспортні засоби, на атомних електростанціях або поблизу них. Водночас, військові об'єкти, війська та зброя, призначені виключно для захисту об'єкта від нападу, допускаються за умови, що вони використовуються лише для оборонних дій, необхідних для відповіді на напади на об'єкт, що охороняється, і що їх озброєння відповідно обмежено.
Одним із джерел МГП з питань статусу АЕС є Додатковий протокол до Женевських конвенцій від 12 серпня 1949 року, що стосується захисту жертв міжнародних збройних конфліктів (Протокол I), від 8 червня 1977 року. Він є обов'язковим як для Росії, так і для України, хоча у 2019 році Росія заявила про своє невизнання компетенції Міжнародної комісії зі встановлення фактів відповідно до статті 90.
Протокол I, зокрема, встановлює:
| Стаття 56. Захист установок і споруд, що містять небезпечні сили 1. Установки і споруди, що містять небезпечні сили, а саме: греблі, дамби й атомні електростанції, — не повинні ставати об'єктами нападу навіть у тих випадках, коли такі об'єкти є воєнними об'єктами, якщо такий напад може викликати звільнення небезпечних сил і наступні тяжкі втрати серед цивільного населення. Інші воєнні об'єкти, розміщені в цих установках або спорудах чи поблизу них, не повинні ставати об'єктами нападу, якщо такий напад може викликати вивільнення небезпечних сил у таких установках або спорудах та наступні тяжкі втрати серед цивільного населення. 5. Сторони, що перебувають у конфлікті, повинні прагнути уникати розміщення будь-яких воєнних об'єктів поблизу установок або споруд, зазначених у пункті 1. Однак допускаються споруди, збудовані з єдиною метою оборони установок або споруд, що використовуються для захисту від нападу на установки і споруди, і самі вони не повинні ставати об'єктом нападу за умови, що вони не використовуються для ведення воєнних дій, за винятком оборонних дій, необхідних для відбиття нападу на установки або споруди, які користуються захистом, і що їх озброєння обмежується зброєю для відбиття нападу противника на установки і споруди, що користуються захистом. |
| Стаття 91. Відповідальність Сторона, що перебуває у конфлікті й порушує положення Конвенцій або цього Протоколу, повинна відшкодовувати завдані збитки, якщо для цього є підстави. Вона несе відповідальність за всі дії, що вчиняються особами, які входять до складу її збройних сил[331] |
На думку аналітиків Королівського об'єднаного інституту оборонних досліджень (Лондон), «є вагомі підстави вважати, що Росія порушила захист, наданий АЕС міжнародним гуманітарним правом».
Що стосується міжнародного ядерного права, то Україна й Російська Федерація є договірними державами-учасницями двох основних міжнародних конвенцій з безпеки, а саме: Конвенції про ядерну безпеку та Конвенції про фізичний захист ядерного матеріалу та Поправки до неї про захист ядерних установок (КФЗЯМ).
Зокрема, КФЗЯМ вимагає від держав-учасниць встановлювати, впроваджувати та підтримувати належний режим фізичного захисту, що застосовується до ядерних установок, які перебувають під їхньою юрисдикцією, з метою захисту їхніх відповідних установок і ядерного матеріалу від саботажу. Останній визначається як навмисний акт, спрямований проти ядерної установки або ядерного матеріалу, що використовується або зберігається, який може прямо чи опосередковано загрожувати здоров’ю та безпеці персоналу, населення або довкіллю шляхом опромінення або викиду радіоактивних речовин.
У звіті Truth Hounds «В ядерній в’язниці: як «Росатом» перетворив найбільшу в Європі атомну електростанцію на катівню і як світ може це зупинити» наголошується на відповідальності російської державної корпорації за міжнародним правом прав людини.
Стверджується, що Росатом сприяє найсерйознішим порушенням міжнародного права: тортурам, жорстокому, нелюдському та такому, що принижує гідність, поводженню. Усі ці дії становлять порушення імперативних норм міжнародного права і забороняються ст. 3 Європейської конвенції з прав людини, ст. 7 Міжнародного пакту про громадянські та політичні права, ст. 32 та 147 Конвенції (IV) про захист цивільного населення під час війни, ст. 75(2) Додаткового протоколу до Женевських конвенцій від 12 серпня 1949 року, що стосується захисту жертв міжнародних збройних конфліктів. Вони також можуть становити воєнний злочин у вигляді тортур або нелюдського поводження, заборонених статтею 8(2)(ii) Римського статуту МКС, чи злочин проти людства у вигляді тортур, заборонених статтею 7(1)(f).
Укладачі звіту вважають, що Росатом та його керівництво мають бути притягнуті до кримінальної відповідальності за принципом універсальної юрисдикції.

#### Збитки
За підрахунками Енергоатома, прямі збитки через окупацію Запорізької атомної електростанції перевищили 210 млрд грн станом на червень 2024 року (більше 5 млрд дол.) Щомісяця через простій станції Енергоатом втрачає близько 6 млрд грн (більше 146 млн дол.)

### Реакції
Рада керуючих МАГАТЕ ухвалила чотири резолюції з вимогою до Росії припинити окупацію ЗАЕС. За резолюцію від 15 вересня проголосували 26 держав, проти висловилися Росія і Китай. У документі міститься заклик до Росії «негайно припинити всі дії проти Запорізької атомної електростанції та будь-якого іншого ядерного об'єкта в Україні та на них». Заклик був повторений 17 листопада.
22 вересня низка західних топ-дипломатів виступили зі спільною заявою щодо загроз для безпеки цивільних атомних об'єктів в Україні. Підписанти наголосили, що Російська Федерація має негайно вивести свої війська за межі міжнародно визнаних кордонів України та поважати територіальну цілісність та суверенітет України, а будь-які «референдуми» на окупованих територіях не матимуть жодного правового або політичного ефекту, в тому числі стосовно статусу ЗАЕС. Урядовці послалися на рішення конференції МАГАТЕ GC(53)/DEC/13 «Заборона збройних атак або погроз атакою проти ядерних об'єктів, діючих або таких, що будуються» (2009) та документ МАГАТЕ «Сім основ ядерної безпеки та безпечності» (2022).
50 країн-учасниць 66-ї Генеральної конференції МАГАТЕ (26—30 вересня 2022, Відень) підписали спільну заяву, у якій закликали Росію вивести війська з території ЗАЕС та припинити ядерний шантаж. У документі підкреслено, що саме захоплення Запорізької АЕС російськими військами є корінною причиною наявних в Україні загроз для ядерної безпеки та фізичного захисту. Учасники Конференції наголосили, що «будь-які сфальсифіковані референдуми, проведені РФ в межах міжнародно визнаних кордонів України, не матимуть юридичного чи політичного впливу на статус ЗАЕС або територій навколо неї». Сторони закликали Російську Федерацію негайно припинити всі дії проти ядерних об'єктів та на ядерних об'єктах в Україні.
Лідери Великої сімки у заяві від 11 жовтня засудили дії Росії на Запорізькій АЕС України та тиск, який чиниться на персонал об'єкта: «Це подальша безвідповідальна ескалація, і ми будемо вважати Росію відповідальною за будь-який інцидент, спричинений їхніми діями». Рішуче засудження було повторене у заяві від 12 грудня.
Верховна Рада України тричі (15 серпня 2022, 2 травня 2023, 28 червня 2023) затверджувала звернення до міжнародних організацій, парламентів та урядів іноземних держав щодо ситуації на ЗАЕС. В останньому йдеться про те, що Російська Федерація планує терористичний акт або умисне спричинення аварії, що спровокує подальшу ескалацію війни та призведе до витоку радіації з катастрофічними наслідками не лише для Європи, але й світу.
67-ма сесія Генеральної конференції МАГАТЕ голосами 69 країн схвалила резолюцію від 28 вересня 2023 року, що закликає Російську Федерацію до негайного виведення всього військового та іншого неуповноваженого персоналу із ЗАЕС і повернення станції під повний контроль компетентних органів України.
Саміт про мир для України, який відбувся у Швейцарії 15–16 червня 2024 року, передбачив пункт комюніке, в якому країни-учасниці погоджуються із необхідністю контролю України над ЗАЕС під наглядом МАГАТЕ:
| Українські атомні електростанції та установки, зокрема Запорізька атомна електростанція, повинні працювати безпечно та захищено під повним суверенним контролем України і відповідно до принципів МАГАТЕ та під її наглядом. |
Генеральна Асамблея ООН 99-ми голосами прийняла резолюцію «Безпека та захищеність ядерних об'єктів України, включаючи Запорізьку АЕС» від 11 липня 2024 року, що вимагає від Російської Федерації негайно повернути Запорізьку атомну електростанцію під повний контроль суверенних й компетентних органів влади України для забезпечення її безпеки та захищеності, вивести з АЕС свій військовий та інший неуповноважений персонал, негайно припинити напади на критичну енергетичну інфраструктуру України, негайно вилучити всі протипіхотні міни, встановлені вздовж периметру ЗАЕС.
Заклик до негайного виведення військового та іншого персоналу РФ з території ЗАЕС та повернення станції під контроль української влади був повторений на 68-й сесії Генеральної конференції МАГАТЕ 20 вересня 2024 року.
На березневій (2025) сесії Ради керуючих Міжнародного агентства з атомної енергії 47 держав-членів МАГАТЕ виступили зі спільною заявою, в якій закликали Російську Федерацію негайно припинити будь-які військові дії, які ставлять під загрозу ядерну безпеку України та всього регіону. Держави засудили дії Росії, які цілеспрямовано перешкоджають роботі МАГАТЕ в Україні та створюють безпрецедентний тиск на персонал Агентства, маючи на увазі минулий виїзд експертів МАГАТЕ з ЗАЕС за маршрутом, який не був погоджений з українською стороною[⇨].
Питання деокупації та подальшої долі ЗАЕС порушувалося на українсько-американських переговорах у рамках зусиль адміністрації Трампа щодо закінчення війни.

#### Юридичні дії
Указом Президента України від 5 лютого 2023 року введено в дію рішення Ради національної безпеки і оборони України, яким запроваджено блокування активів та інші санкції проти Росатома, її дочірніх компаній, низки інститутів та науково-дослідних центрів, заводів у сфері ядерної енергетики Росії. Зокрема, санкції введені проти юридичних осіб, створених для «перепідпорядкування» станції окупантам: Акціонерного товариства «Експлуатуюча організація Запорізької АЕС» та Федерального державного унітарного підприємства «Запорізька АЕС» (м. Москва). Санкції введені строком на 50 років.
18 квітня 2023 року Служба безпеки України повідомила про підозру окупаційному «директору» ЗАЕС Олегу Романенку, який виконав указівки росіян щодо відключення атомної електростанції від об'єднаної енергосистеми України та організовував роботу атомного об'єкта в інтересах держави-агресора. Підозра повідомлена за статтями КК України «порушення законів та звичаїв війни» та «державна зрада, вчинена в умовах воєнного стану».
«Експлуатуюча організація Запорізької АЕС» підпала також під санкції Державного департаменту США, оприлюднені до річниці повномасштабного російського вторгнення.
Велика Британія 19 травня 2023 року оголосила санкції проти 9 організацій, пов'язаних з Росатомом, контрольованого Росією «директора» ЗАЕС Олега Романенка та вищезазначеної «Експлуатуючої організації».
У квітні 2024 СБУ повідомила про підозру контрольованим Росією «заступнику директора» та «головному інженерові» захопленої атомної електростанції Едуарду Атакіщеву та Андрієві Горбунову. Раніше вони працювали на Ростовській АЕС, а після прибуття на окуповану територію організовували від'єднання ЗАЕС від єдиної енергосистеми України. Їм інкримінують порушення законів та звичаїв війни та підбурювання до вчинення державної зради в умовах воєнного стану за попередньою змовою групою осіб.
У січні 2025 Мінфін США додав до санкційного списку SDN OFAC «Федеральне державне унітарне підприємство "Запорізька АЕС"», створене Росією на базі окупованої української атомної станції.
На міжнародному рівні санкціям проти Росатому перешкоджає Угорщина, яка має плани добудови своєї АЕС «Пакш» двома реакторами ВВЕР російського виробництва. Деякі інші країни, наприклад Франція та Болгарія, також блокують санкції проти російської атомної енергетики.